# Korea: Battleground for Liberty
Pour plus de détails, voir Fiche technique et Distribution.
Korea: Battleground for Liberty est un film documentaire américain réalisé par John Ford, sorti en 1959.

## Fiche technique
- Titre original : Korea: Battleground for Liberty
- Réalisation : John Ford
- Production : John Ford, George O'Brien
- Société de production : The United States Department of Defense